# 鉤子效應

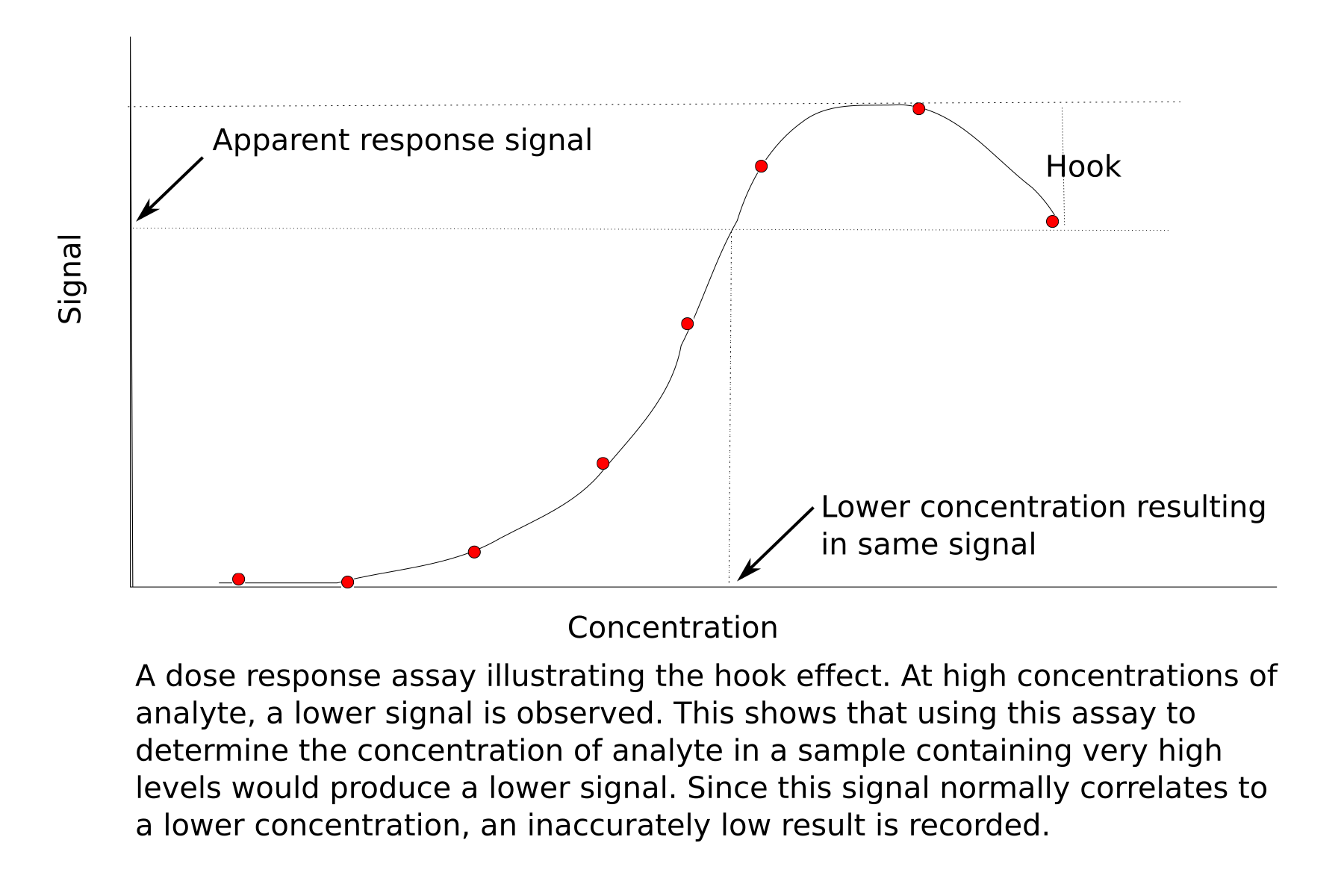
钩子效应的插图，改编自Schiettecatte等人。

钩子效应，抗体过量时指前区现象，抗原过量时称后区现象，是一种免疫现象，当抗体或抗原的浓度非常高时，所形成的免疫复合物有效性可能受到損害。免疫複合物的形成隨著濃度的增加而停止增加，然後在濃度極高時減少，在图表上产生钩形。该现象的一个重要的实际意义是作为一种干扰，困扰某些免疫测定和浊度测定，导致假阴性或不准确的低结果。其他常见的干扰形式包括抗体干扰、交叉反应和信号干扰。这种现象是由极高浓度的特定分析物或抗体引起的，在一步（夹心）免疫测定中最为普遍。  

## 机制以及重要性

### 前区 - 抗体过量

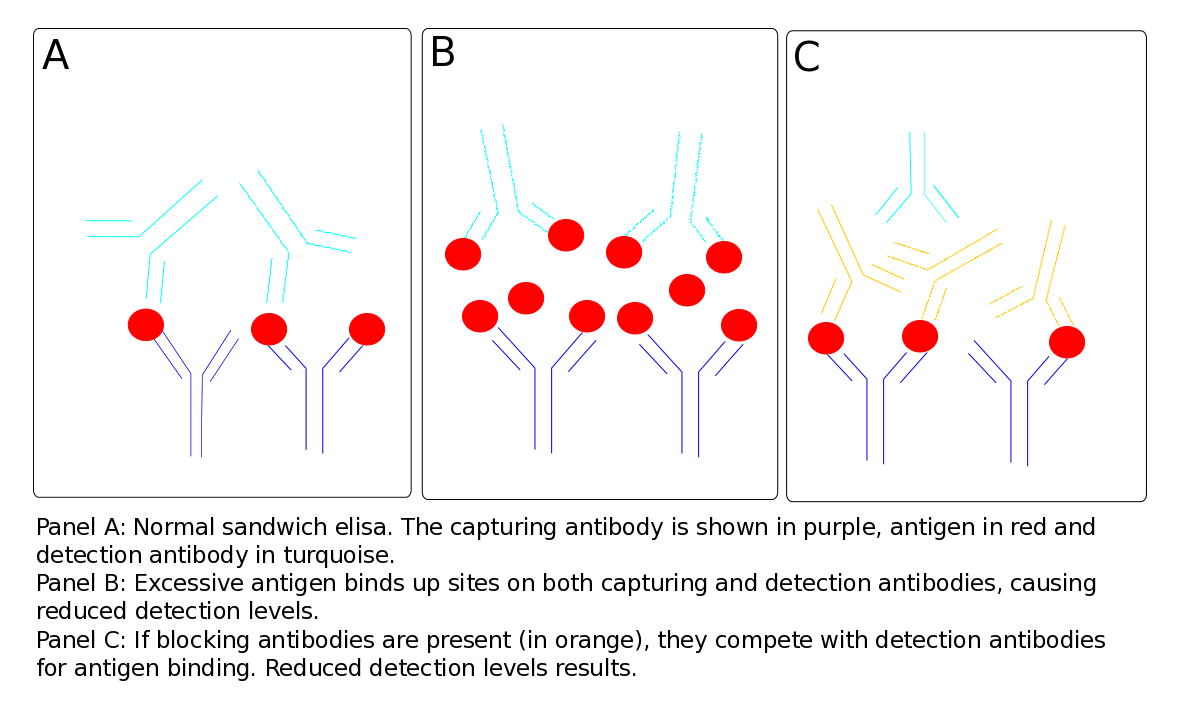
过量抗原和封闭抗体对免疫测定的影响。

在凝集试验中，将人血清（含有抗体）添加到含有特定抗原的试管中。如果抗体与抗原相互作用形成免疫复合物（凝集），则测试结果为阳性。然而，如果存在太多可以与抗原结合的抗体，则抗原位点被抗体包被，特定病原体的抗体很难结合抗原颗粒。 由于抗体不会在抗原之间桥接，因此不会发生凝集，导致测试结果为阴性。在这种情况下的结果是假阴性。不发生反应的相对较高抗体浓度范围称为“前区”。 

### 后区 - 抗原过量
当捕获抗体和检测抗体都被高分析物浓度饱和时，由于抗原过量，也会出现这种效应。在这种情况下，捕获抗体、抗原和检测抗体不能形成夹心结构。在这种情况下，游离抗原与捕获的抗原竞争以检测抗体结合。顺序添加抗原和抗体，配合严格的洗涤，可以防止该效应，因为可以增加抗体与抗原的相对浓度，从而介导该效应。

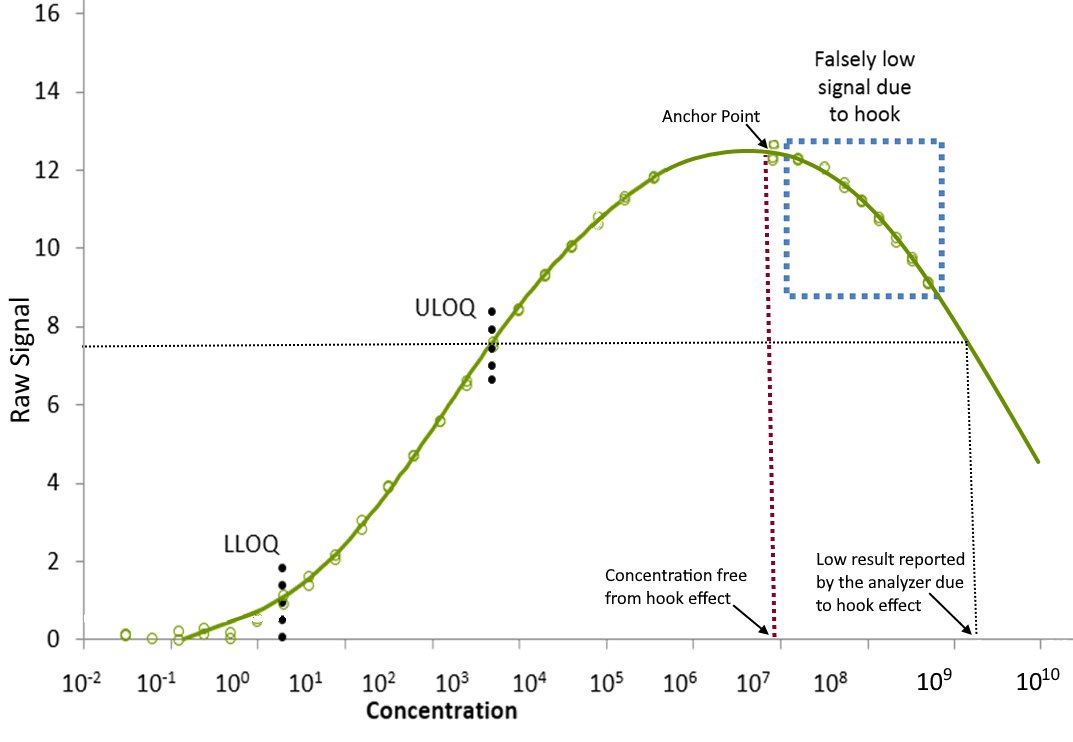
过量抗原和剂量的反应曲线。

HIV患者体内的梅毒抗体水平较高，或隐球菌抗原水平较高，常导致未稀释样本中的假阴性检测结果，这种现象也见于布鲁氏菌病的血清学检测中。未能反应的抗体称为阻断抗体，可防止沉淀抗体与抗原结合，因此没有发生适当的沉淀反应。然而，当血清被稀释，其浓度降低到足以发生适当的沉淀反应时，沉淀也会发生。 

## 体内观察
刘易斯·托马斯 (Lewis Thomas)在他的回忆录中描述了1941年的一项生理实验，其中他观察到了体内的前区效应：兔子对脑膜炎球菌的免疫力很强，但当使用免疫接种来诱导增强的抗体反应时，这种免疫力出乎意料地下降。 換句話說，讓兔子的身體產生更多針對這種細菌的抗體會產生適得其反的效果，降低它們的免疫力。從抗體/抗原關係過於簡單化的概念來看，這似乎是自相矛盾的，儘管從當今分子生物學的適當觀點來看，這顯然是合乎邏輯的。托馬斯有興趣進一步開展這項生理學研究，並且在幾十年後仍然如此，但他的職業生涯將他引向了其他方向，並且在他寫回憶錄時，他並不知道有人在從事這項研究。他假设这种体内阻断抗体概念的一种相关性是人类对某些传染病的易感性的驱动因素。此后的几十年里，这一概念也被发现在过敏原免疫治疗中具有临床意义，其中阻断抗体可以干扰与超敏反应有关的其他抗体，从而改善过敏治疗。 

## 相关
- 封闭抗体